# Glacier engine
Glacier Engine (glacier с англ. — «ледник») — игровой движок, разработанный датской компанией IO Interactive для использования в собственных проектах. Существует два поколения данной технологии.

## История разработки
Работа над первым поколением движка была начата компанией IO Interactive в 1994 году. Первой игрой, которая базировалась на Glacier, стала Hitman: Codename 47 — стелс-экшен о киллере 2000 года. Одновременно она стала и первой в одноименной серии игр. С тех пор на протяжении нескольких лет технология подвергалась постоянным доработкам и улучшениям, применяясь только в играх компании-разработчика. Последней на первом поколении движка стала Kane & Lynch 2: Dog Days в жанре экшена от третьего лица, вышедшая в 2010 году.
Начиная с Hitman: Absolution 2012 года, разработчики переходят на второе поколение движка — Glacier Engine 2, продолжая обновлять его с выпуском каждой игры.
В 2014 году стало известно, что компания Eidos Montreal (филиал Eidos, издателя основных игр IO Interactive) лицензировала для собственных нужд Glacier второго поколения. На его основе создан движок Dawn Engine, который предполагается использовать в дальнейших играх серии Deus Ex и развивать самостоятельно. Первой игрой на Dawn Engine стала Deus Ex: Mankind Divided 2016 года.

## Технические характеристики
Glacier первого поколения содержит несколько инструментов, необходимых для разработки: Visual Scene Editor и Visual Scene Player для работы с кат-сценами (игровыми роликами на движке), редактор уровней, несколько инструментов для работы с текстурами, объектами и звуком, а также собственные плагины для 3ds Max, Adobe Photoshop и Pro Tools.
Базовая физика позволяет имитировать поведение транспортных средств, столкновения, падение объектов. В более поздних проектах на Glacier engine компания уже отказалась от использования собственного физического движка, встроив коммерческий физический движок Havok.
Для работы со светом поддерживается лайтмапы (карты теней), попиксельное и повершинное освещение, объёмные лучи и заранее отрисованный (или отображаемый в реальном времени) свет и тени. Также поддерживается MIP-текстурирование и рельефное текстурирование, метод LOD для объектов, инверсная кинематика, а также покадровая и скелетная анимация.
Присутствует поддержка ряда графических пост-эффектов, в числе которых световые блики, размытие в движении и глубина резкости. Традиционно для движков своего времени присутствует возможность создавать различные погодные эффекты (например, туман или дождь) при помощи системы частиц, — она же управляет и некоторыми другими эффектами. Поддержка шейдеров позволяет реализовать такие эффекты, как вода с волнами, преломлениями света и отражениями.
Встроенный в Glacier звуковой движок поддерживает потоковое или динамическое воспроизведение музыки на уровне и акустические эффекты для звука, создаваемые при помощи подсистемы A3D или EAX. Система хранения файлов основана на формате ZIP, что облегчает доступ к архивам с игровыми данными.
Начиная со второго поколения, Glacier 2, движок был существенно переработан. Одним из заметных нововведений стало одновременное отображение больших групп неигровых персонажей, способных взаимодействовать друг с другом и игроком, без заметной потери производительности. Был масштабно обновлен графический движок и все прочие подсистемы движка. Эта версия дебютировала в Hitman: Absolution.

## Игры, использующие Glacier
1-е поколение Glacier
- 2000 — Hitman: Codename 47
- 2002 — Hitman 2: Silent Assassin
- 2003 — Freedom Fighters
- 2004 — Hitman: Contracts
- 2006 — Hitman: Blood Money
  - 2023 — Hitman: Blood Money — Reprisal
- 2007 — Kane & Lynch: Dead Men
- 2009 — Mini Ninjas
- 2010 — Kane & Lynch 2: Dog Days

2-е поколение Glacier
- 2012 — Hitman: Absolution
- 2012 — Hitman: Sniper Challenge
- 2016 — Hitman
- 2018 — Hitman 2
- 2021 — Hitman 3